# Chronologiczny wykaz odkryć planet, planet karłowatych i ich księżyców w Układzie Słonecznym
Chronologiczny wykaz odkryć planet, planet karłowatych i ich księżyców w Układzie Słonecznym przedstawia w postaci tabelarycznej chronologiczny przegląd odkryć głównych obiektów w Układzie Słonecznym, takich jak: planety, planety karłowate i ich księżyce.
W dawnych czasach nadawanie nazw naturalnym satelitom nie zawsze miało miejsce w tym samym czasie, co ich odkrycie.
W poniższych tabelach nazwy księżyców są pogrubione, a nazwy planet i planet karłowatych – pochylone. Dane w tabelach są uszeregowane według dat pierwszych publikacji o odkryciu. Daty są przypisane literami:
- f: data pierwszego uwiecznienia w postaci graficznej (na fotografii, rysunku itp.)
- o: data pierwszej obserwacji przez człowieka za pomocą teleskopu lub płyty fotograficznej
- p: data pierwszej publikacji o odkryciu

## Tabela kolorów
Planety, planety karłowate oraz ich naturalne satelity (księżyce) są opisane pod danymi kolorami:
| Planety              | Planety                | Planety karłowate       |
| Merkury              | Jowisz i jego księżyce | Ceres                   |
| Wenus                | Saturn i jego księżyce | Pluton i jego księżyce  |
| Ziemia i jej Księżyc | Uran i jego księżyce   | Haumea i jej księżyce   |
| Mars i jego księżyce | Neptun i jego księżyce | Makemake i jego księżyc |
|                      |                        | Eris i jej księżyc      |

## Przed wiekiem XVII
| Przed wiekiem XVII | Przed wiekiem XVII | Przed wiekiem XVII | Przed wiekiem XVII                | Przed wiekiem XVII | Przed wiekiem XVII |
| data odkrycia      | nazwa              | zdjęcie            | inna nazwa                        | uwagi |                    |
| ------------------ | ------------------ | ------------------ | --------------------------------- | --- | ------------------ |
| Nieznana           | Merkury            |                    | pierwsza planeta                  | Teoria geocentryczna zakładała, że nieruchoma Ziemia znajduje się w centrum wszechświata, a wokół niej krążą pozostałe ciała niebieskie: Księżyc, Merkury, Wenus, Słońce, Mars, Jowisz i Saturn (w kolejności od Ziemi). Teoria heliocentryczna Kopernika (ogłoszona w 1543 w De revolutionibus orbium coelestium) mówiła, że Ziemia wraz z innymi planetami krąży wokół Słońca (w kolejności od Słońca): Merkury, Wenus, Ziemia, Mars, Jowisz i Saturn. Położone w centrum Słońce nie było już uważane za planetę. |                    |
| Nieznana           | Wenus              |                    | druga planeta                     | Teoria geocentryczna zakładała, że nieruchoma Ziemia znajduje się w centrum wszechświata, a wokół niej krążą pozostałe ciała niebieskie: Księżyc, Merkury, Wenus, Słońce, Mars, Jowisz i Saturn (w kolejności od Ziemi). Teoria heliocentryczna Kopernika (ogłoszona w 1543 w De revolutionibus orbium coelestium) mówiła, że Ziemia wraz z innymi planetami krąży wokół Słońca (w kolejności od Słońca): Merkury, Wenus, Ziemia, Mars, Jowisz i Saturn. Położone w centrum Słońce nie było już uważane za planetę. |                    |
| Nieznana           | Ziemia             |                    | trzecia planeta                   | Teoria geocentryczna zakładała, że nieruchoma Ziemia znajduje się w centrum wszechświata, a wokół niej krążą pozostałe ciała niebieskie: Księżyc, Merkury, Wenus, Słońce, Mars, Jowisz i Saturn (w kolejności od Ziemi). Teoria heliocentryczna Kopernika (ogłoszona w 1543 w De revolutionibus orbium coelestium) mówiła, że Ziemia wraz z innymi planetami krąży wokół Słońca (w kolejności od Słońca): Merkury, Wenus, Ziemia, Mars, Jowisz i Saturn. Położone w centrum Słońce nie było już uważane za planetę. |                    |
| Nieznana           | Mars               |                    | czwarta planeta, czerwona planeta | Teoria geocentryczna zakładała, że nieruchoma Ziemia znajduje się w centrum wszechświata, a wokół niej krążą pozostałe ciała niebieskie: Księżyc, Merkury, Wenus, Słońce, Mars, Jowisz i Saturn (w kolejności od Ziemi). Teoria heliocentryczna Kopernika (ogłoszona w 1543 w De revolutionibus orbium coelestium) mówiła, że Ziemia wraz z innymi planetami krąży wokół Słońca (w kolejności od Słońca): Merkury, Wenus, Ziemia, Mars, Jowisz i Saturn. Położone w centrum Słońce nie było już uważane za planetę. |                    |
| Nieznana           | Jowisz             |                    | piąta planeta, Jupiter            | Teoria geocentryczna zakładała, że nieruchoma Ziemia znajduje się w centrum wszechświata, a wokół niej krążą pozostałe ciała niebieskie: Księżyc, Merkury, Wenus, Słońce, Mars, Jowisz i Saturn (w kolejności od Ziemi). Teoria heliocentryczna Kopernika (ogłoszona w 1543 w De revolutionibus orbium coelestium) mówiła, że Ziemia wraz z innymi planetami krąży wokół Słońca (w kolejności od Słońca): Merkury, Wenus, Ziemia, Mars, Jowisz i Saturn. Położone w centrum Słońce nie było już uważane za planetę. |                    |
| Nieznana           | Saturn             |                    | szósta planeta                    | Teoria geocentryczna zakładała, że nieruchoma Ziemia znajduje się w centrum wszechświata, a wokół niej krążą pozostałe ciała niebieskie: Księżyc, Merkury, Wenus, Słońce, Mars, Jowisz i Saturn (w kolejności od Ziemi). Teoria heliocentryczna Kopernika (ogłoszona w 1543 w De revolutionibus orbium coelestium) mówiła, że Ziemia wraz z innymi planetami krąży wokół Słońca (w kolejności od Słońca): Merkury, Wenus, Ziemia, Mars, Jowisz i Saturn. Położone w centrum Słońce nie było już uważane za planetę. |                    |
| Nieznana           | Księżyc            |                    | Ziemia I                          | W teorii Kopernika Księżyc nie był już uważany za planetę, ale za naturalnego satelitę Ziemi. |                    |

## Wiek XVII
| XVII wiek                            | XVII wiek | XVII wiek | XVII wiek   | XVII wiek                                 |
| data odkrycia                        | nazwa     | zdjęcie   | inna nazwa  | odkrywcy                                  |
| ------------------------------------ | --------- | --------- | ----------- | ----------------------------------------- |
| 1610                                 |           |           |             |                                           |
| o: 7 stycznia 1610 p: 13 marca 1610  | Kallisto  |           | Jowisz IV   | Galileusz (Galileuszowe księżyce Jowisza) |
| o: 7 stycznia 1610 p: 13 marca 1610  | Io        |           | Jowisz I    | Galileusz (Galileuszowe księżyce Jowisza) |
| o: 7 stycznia 1610 p: 13 marca 1610  | Europa    |           | Jowisz II   | Galileusz (Galileuszowe księżyce Jowisza) |
| o: 11 stycznia 1610 p: 13 marca 1610 | Ganimedes |           | Jowisz III  | Galileusz (Galileuszowe księżyce Jowisza) |
| 1650–1659                            |           |           |             |                                           |
| o: 25 marca 1655 p: 5 marca 1656     | Tytan     |           | Saturn VI   | Huygens                                   |
| 1670–1679                            |           |           |             |                                           |
| o: 25 października 1671 p: 1673      | Japet     |           | Saturn VIII | Cassini                                   |
| o: 23 grudnia 1672 p: 1673           | Rea       |           | Saturn V    | Cassini                                   |
| 1680–1689                            |           |           |             |                                           |
| o: 21 marca 1684 p: 22 kwietnia 1686 | Tetyda    |           | Saturn III  | Cassini                                   |
| o: 21 marca 1684 p: 22 kwietnia 1686 | Dione     |           | Saturn IV   | Cassini                                   |
| data odkrycia                        | nazwa     | zdjęcie   | inna nazwa  | odkrywcy                                  |

## Wiek XVIII
| XVIII wiek                               | XVIII wiek | XVIII wiek | XVIII wiek     | XVIII wiek |
| data odkrycia                            | nazwa      | zdjęcie    | inna nazwa     | odkrywcy   |
| ---------------------------------------- | ---------- | ---------- | -------------- | ---------- |
| 1780–1789                                |            |            |                |            |
| o: 13 marca 1781 p: 26 kwietnia 1781     | Uran       |            | siódma planeta | Herschel   |
| o: 11 stycznia 1787 p: 15 lutego 1787    | Tytania    |            | Uran III       | Herschel   |
| o: 11 stycznia 1787 p: 15 lutego 1787    | Oberon     |            | Uran IV        | Herschel   |
| o: 28 sierpnia 1789 p: 12 listopada 1789 | Enceladus  |            | Saturn II      | Herschel   |
| o: 17 września 1789 p: 12 listopada 1789 | Mimas      |            | Saturn I       | Herschel   |
| data odkrycia                            | nazwa      | zdjęcie    | inna nazwa     | odkrywcy   |

## Wiek XIX
| XIX wiek                                     | XIX wiek | XIX wiek | XIX wiek                                                      | XIX wiek            |
| data odkrycia                                | nazwa    | zdjęcie  | inna nazwa                                                    | odkrywcy            |
| -------------------------------------------- | -------- | -------- | ------------------------------------------------------------- | ------------------- |
| 1801                                         |          |          |                                                               |                     |
| o: 1 stycznia 1801 p: 1801                   | Ceres    |          | ósma planeta (1801) asteroida (1851) planeta karłowata (2006) | Giuseppe Piazzi     |
| 1840–1849                                    |          |          |                                                               |                     |
| o: 23 września 1846 p: 13 listopada 1846     | Neptun   |          | trzynasta planeta (1846) ósma planeta (1851)                  | Galle i Le Verrier  |
| o: 10 października 1846 p: 13 listopada 1846 | Tryton   |          | Neptun I                                                      | Lassell             |
| o: 16 września 1848 p: październik 1848      | Hyperion |          | Saturn VII                                                    | Bond, Bond, Lassell |
| 1851                                         |          |          |                                                               |                     |
| o: 24 października 1851                      | Ariel    |          | Uran I                                                        | Lassell             |
| o: 24 października 1851                      | Umbriel  |          | Uran II                                                       | Lassell             |
| 1877                                         |          |          |                                                               |                     |
| o: 12 sierpnia 1877                          | Deimos   |          | Mars II                                                       | Hall                |
| o: 18 sierpnia 1877                          | Fobos    |          | Mars I                                                        | Hall                |
| 1890–1899                                    |          |          |                                                               |                     |
| o: 9 września 1892 p: 4 października 1892    | Amaltea  |          | Jowisz V                                                      | Barnard             |
| f: 16 sierpnia 1898 o: 17 marca 1899         | Febe     |          | Saturn IX                                                     | Pickering           |
| data odkrycia                                | nazwa    | zdjęcie  | inna nazwa                                                    | odkrywcy            |

## Wiek XX
| XX wiek                                                 | XX wiek    | XX wiek                 | XX wiek | XX wiek                                           | XX wiek                                                    |
| data odkrycia                                           | nazwa      | nazwa                   | zdjęcie | inna nazwa                                        | odkrywcy                                                   |
| ------------------------------------------------------- | ---------- | ----------------------- | ------- | ------------------------------------------------- | ---------------------------------------------------------- |
| 1901–1909                                               |            |                         |         |                                                   |                                                            |
| f: 3 grudnia 1904 p: 6 stycznia 1905                    | Himalia    | Himalia                 |         | Jowisz VI                                         | Perrine                                                    |
| f: 2 stycznia 1905 p: 27 lutego 1905                    | Elara      | Elara                   |         | Jowisz VII                                        | Perrine                                                    |
| f: 27 stycznia 1908 o: 28 lutego 1908 p: 1–6 marca 1908 | Pazyfae    | Pazyfae                 |         | Jowisz VIII                                       | Melotte                                                    |
| 1910–1919                                               |            |                         |         |                                                   |                                                            |
| f: 21 lipca 1914                                        | Sinope     | Sinope                  |         | Jowisz IX                                         | Nicholson                                                  |
| 1930–1939                                               |            |                         |         |                                                   |                                                            |
| f: 23 stycznia 1930 o: 18 lutego 1930 p: 13 marca 1930  | Pluton     | Pluton                  |         | dziewiąta planeta (1930) planeta karłowata (2006) | Tombaugh                                                   |
| f: 6 lipca 1938 p: sierpień 1938                        | Lizytea    | Lizytea                 |         | Jowisz X                                          | Nicholson                                                  |
| f: 30 lipca 1938 p: sierpień 1938                       | Karme      | Karme                   |         | Jowisz XI                                         | Nicholson                                                  |
| 1940–1949                                               |            |                         |         |                                                   |                                                            |
| f: 16 lutego 1948 p: czerwiec 1949                      | Miranda    | Miranda                 |         | Uran V                                            | Kuiper                                                     |
| f: 1 maja 1949 p: sierpień 1949                         | Nereida    | Nereida                 |         | Neptun II                                         | Kuiper                                                     |
| 1950–1959                                               |            |                         |         |                                                   |                                                            |
| f: 28 września 1951 p: grudzień 1951                    | Ananke     | Ananke                  |         | Jowisz XII                                        | Nicholson                                                  |
| 1960–1969                                               |            |                         |         |                                                   |                                                            |
| f: 15 grudnia 1966                                      | Janus      | S/1966 S 2              |         | Saturn X                                          | Dollfus                                                    |
| f: 18 grudnia 1966                                      | Epimeteusz | S/1980 S 3              |         | Saturn XI                                         | Walker                                                     |
| 1970–1979                                               |            |                         |         |                                                   |                                                            |
| f: 11 września 1974 p: 20 września 1974                 | Leda       | Leda                    |         | Jowisz XIII                                       | Kowal                                                      |
| f: 30 września 1975 p: 3 października 1975              | Temisto    | S/1975 J 1              |         | Jowisz XVIII                                      | Kowal                                                      |
| f: 13 kwietnia 1978 o: 22 czerwca 1978                  | Charon     | S/1978 P 1              |         | Pluton I                                          | Christy                                                    |
| f: 8 lipca 1979 p: 23 listopada 1979                    | Adrastea   | S/1979 J 1              |         | Jowisz XV                                         | Jewitt, Danielson / Voyager 2                              |
| 1980–1989                                               |            |                         |         |                                                   |                                                            |
| f: 19 lutego 1980                                       | Janus      | S/1980 S 1              |         | Saturn X                                          | Voyager 1                                                  |
| f: 26 lutego 1980                                       | Epimeteusz | S/1980 S 3              |         | Saturn XI                                         | Voyager 1                                                  |
| f: 1 marca 1980                                         | Helena     | S/1980 S 6              |         | Saturn XII                                        | Laques, Lecacheux                                          |
| f: 13 marca 1980                                        | Kalipso    | S/1980 S 25             |         | Saturn XIV                                        | Pascu, Seidelmann, Baum, Currie                            |
| f: 8 kwietnia 1980                                      | Telesto    | S/1980 S 13             |         | Saturn XIII                                       | Smith, Reitsema, Larson, Fountain, Voyager 1               |
| f: 5 marca 1979 p: 28 kwietnia 1980                     | Tebe       | S/1979 J 2              |         | Jowisz XIV                                        | Synnott, Voyager 1                                         |
| f: 4 marca 1979 p: 26 sierpnia 1980                     | Metis      | S/1979 J 3              |         | Jowisz XVI                                        | Synnott, Voyager 1                                         |
| o: październik 1980                                     | Atlas      | S/1980 S 28             |         | Saturn XV                                         | Terrile, Voyager 1                                         |
| o: październik 1980 p: 31 października 1980             | Prometeusz | S/1980 S 27             |         | Saturn XVI                                        | Collins, Voyager 1                                         |
| o: październik 1980 p: 31 października 1980             | Pandora    | S/1980 S 26             |         | Saturn XVII                                       | Collins, Voyager 1                                         |
| f: 24 maja 1981 p: 29 maja 1981                         | Larissa    | S/1981 N 1 = S/1989 N 2 |         | Neptun VII                                        | Reitsema, Hubbard, Lebofsky, Tholen, Voyager 2             |
| f: 30 grudnia 1985                                      | Puk        | S/1985 U 1              |         | Uran XV                                           | Synnott, Voyager 2                                         |
| f: 3 stycznia 1986                                      | Julia      | S/1986 U 2              |         | Uran XI                                           | Synnott, Voyager 2                                         |
| f: 3 stycznia 1986                                      | Porcja     | S/1986 U 1              |         | Uran XII                                          | Synnott, Voyager 2                                         |
| f: 9 stycznia 1986                                      | Kresyda    | S/1986 U 3              |         | Uran IX                                           | Synnott, Voyager 2                                         |
| f: 13 stycznia 1986                                     | Desdemona  | S/1986 U 6              |         | Uran X                                            | Synnott, Voyager 2                                         |
| f: 13 stycznia 1986                                     | Rozalinda  | S/1986 U 4              |         | Uran XIII                                         | Synnott, Voyager 2                                         |
| f: 13 stycznia 1986                                     | Belinda    | S/1986 U 5              |         | Uran XIV                                          | Synnott, Voyager 2                                         |
| f: 20 stycznia 1986                                     | Kordelia   | S/1986 U 7              |         | Uran VI                                           | Terrile, Voyager 2                                         |
| f: 20 stycznia 1986                                     | Ofelia     | S/1986 U 8              |         | Uran VII                                          | Terrile, Voyager 2                                         |
| f: 23 stycznia 1986                                     | Bianka     | S/1986 U 9              |         | Uran VIII                                         | Smith, Voyager 2                                           |
| f: 16 czerwca 1989 p: 7 lipca 1989                      | Proteusz   | S/1989 N 1              |         | Neptun VIII                                       | Synnott, Voyager 2                                         |
| f: 28 lipca 1989 p: 2 sierpnia 1989                     | Despoina   | S/1989 N 3              |         | Neptun V                                          | Synnott, Voyager 2                                         |
| f: 28 lipca 1989 p: 2 sierpnia 1989                     | Galatea    | S/1989 N 4              |         | Neptun VI                                         | Synnott, Voyager 2                                         |
| f: 18 września 1989 p: 29 września 1989                 | Talassa    | S/1989 N 5              |         | Neptun IV                                         | Terrile, Voyager 2                                         |
| f: 18 września 1989 p: 29 września 1989                 | Najada     | S/1989 N 6              |         | Neptun III                                        | Terrile, Voyager 2                                         |
| 1990–1999                                               |            |                         |         |                                                   |                                                            |
| data odkrycia                                           | nazwa      | tymcz. oznaczenie       | zdjęcie | inna nazwa                                        | odkrywcy                                                   |
| f: 22 sierpnia 1981 p: 16 lipca 1990                    | Pan        | S/1981 S 13             |         | Saturn XVIII                                      | Showalter, Voyager 2                                       |
| f: 23 sierpnia 1981 p: 14 kwietnia 1995                 | Pallene    | S/1981 S 14             |         |                                                   | Gordon, Murray i Beurle                                    |
| f: 6 września 1997 p: 31 października 1997              | Kaliban    | S/1997 U 1              |         | Uran XVI                                          | Gladman, Nicholson, Burns, Kavelaars                       |
| f: 6 września 1997 p: 31 października 1997              | Sykoraks   | S/1997 U 2              |         | Uran XVII                                         | Gladman, Nicholson, Burns, Kavelaars                       |
| f: 18 stycznia 1986 p: 18 maja 1999                     | Perdyta    | S/1986 U 10             |         | Uran XXV                                          | Karkoschka, Voyager 2                                      |
| f: 18 lipca 1999                                        | Setebos    | S/1999 U 1              |         | Uran XIX                                          | Kavelaars, Gladman, Holman, Petit, Scholl                  |
| f: 18 lipca 1999                                        | Stefano    | S/1999 U 2              |         | Uran XX                                           | Gladman, Holman, Kavelaars, Petit, Scholl                  |
| f: 18 lipca 1999                                        | Prospero   | S/1999 U 3              |         | Uran XVIII                                        | Holman, Kavelaars, Gladman, Petit, Scholl                  |
| 2000                                                    |            |                         |         |                                                   |                                                            |
| data odkrycia                                           | nazwa      | tymcz. oznaczenie       | zdjęcie | inna nazwa                                        | odkrywcy                                                   |
| f: 6 października 1999 p: 20 lipca 2000                 | Callirrhoe | S/1999 J 1              |         | Jowisz XVII                                       | Scotti, Spahr, McMillan, Larsen, Montani, Gleason, Gehrels |
| f: 7 sierpnia 2000                                      | Imir       | S/2000 S 1              |         | Saturn XIX                                        | Gladman                                                    |
| f: 7 sierpnia 2000                                      | Paaliaq    | S/2000 S 2              |         | Saturn XX                                         | Gladman                                                    |
| f: 7 sierpnia 2000                                      | Kiviuq     | S/2000 S 5              |         | Saturn XXIV                                       | Gladman                                                    |
| f: 23 września 2000                                     | Siarnaq    | S/2000 S 3              |         | Saturn XXIX                                       | Gladman, Kavelaars                                         |
| f: 23 września 2000                                     | Tarvos     | S/2000 S 4              |         | Saturn XXI                                        | Kavelaars, Gladman                                         |
| f: 23 września 2000                                     | Ijiraq     | S/2000 S 6              |         | Saturn XXII                                       | Kavelaars, Gladman                                         |
| f: 23 września 2000                                     | Thrymr     | S/2000 S 7              |         | Saturn XXX                                        | Gladman, Kavelaars                                         |
| f: 23 września 2000                                     | Skadi      | S/2000 S 8              |         | Saturn XXVII                                      | Kavelaars, Gladman                                         |
| f: 23 września 2000                                     | Mundilfari | S/2000 S 9              |         | Saturn XXV                                        | Gladman, Kavelaars                                         |
| f: 23 września 2000                                     | Erriapus   | S/2000 S 10             |         | Saturn XXVIII                                     | Kavelaars, Gladman                                         |
| f: 23 września 2000                                     | Suttungr   | S/2000 S 12             |         | Saturn XXIII                                      | Gladman, Kavelaars                                         |
| f: 9 listopada 2000 p: 19 grudnia 2000                  | Albioriks  | S/2000 S 11             |         | Saturn XXVI                                       | Holman, Spahr                                              |
| f: 21 listopada 2000 p: 25 listopada 2000               | Temisto    | S/2000 J 1              |         | Jowisz XVIII                                      | Sheppard, Jewitt, Fernández, Magnier                       |
| data odkrycia                                           | nazwa      | tymcz. oznaczenie       | zdjęcie | inna nazwa                                        | odkrywcy                                                   |

## Wiek XXI
| XXI wiek                                                            | XXI wiek    | XXI wiek                | XXI wiek       | XXI wiek                                                       | XXI wiek |
| ------------------------------------------------------------------- | ----------- | ----------------------- | -------------- | -------------------------------------------------------------- | --- |
| 2001–2009                                                           |             |                         |                |                                                                | |
| data odkrycia                                                       | nazwa       | tymcz. oznaczenie       | zdjęcie        | inna nazwa                                                     | odkrywcy |
| f: 23 listopada 2000 p: 5 stycznia 2001                             | Kalyke      | S/2000 J 2              |                | Jowisz XXIII                                                   | Sheppard, Jewitt, Fernández, Magnier, Dahm, Evans                                                                                           |
| f: 23 listopada 2000 p: 5 stycznia 2001                             | Jokasta     | S/2000 J 3              |                | Jowisz XXIV                                                    | Sheppard, Jewitt, Fernández, Magnier, Dahm, Evans                                                                                           |
| f: 23 listopada 2000 p: 5 stycznia 2001                             | Erinome     | S/2000 J 4              |                | Jowisz XXV                                                     | Sheppard, Jewitt, Fernández, Magnier, Dahm, Evans                                                                                           |
| f: 23 listopada 2000 p: 5 stycznia 2001                             | Harpalyke   | S/2000 J 5              |                | Jowisz XXII                                                    | Sheppard, Jewitt, Fernández, Magnier, Dahm, Evans                                                                                           |
| f: 23 listopada 2000 p: 5 stycznia 2001                             | Isonoe      | S/2000 J 6              |                | Jowisz XXVI                                                    | Sheppard, Jewitt, Fernández, Magnier, Dahm, Evans                                                                                           |
| f: 23 listopada 2000 p: 5 stycznia 2001                             | Praxidike   | S/2000 J 7              |                | Jowisz XXVII                                                   | Sheppard, Jewitt, Fernández, Magnier, Dahm, Evans                                                                                           |
| f: 25 listopada 2000 p: 5 stycznia 2001                             | Megaclite   | S/2000 J 8              |                | Jowisz XIX                                                     | Sheppard, Jewitt, Fernández, Magnier, Dahm, Evans                                                                                           |
| f: 25 listopada 2000 p: 5 stycznia 2001                             | Taygete     | S/2000 J 9              |                | Jowisz XX                                                      | Sheppard, Jewitt, Fernández, Magnier, Dahm, Evans                                                                                           |
| f: 26 listopada 2000 p: 5 stycznia 2001                             | Chaldene    | S/2000 J 10             |                | Jowisz XXI                                                     | Sheppard, Jewitt, Fernández, Magnier, Dahm, Evans                                                                                           |
| f: 5 grudnia 2000 p: 5 stycznia 2001                                | Dia         | S/2000 J11              |                | Jowisz LIII                                                    | Sheppard, Jewitt, Fernández, Magnier, Dahm, Evans                                                                                           |
| f: 9 grudnia 2001 p: 16 maja 2002                                   | Hermippe    | S/2001 J 3              |                | Jowisz XXX                                                     | Sheppard, Jewitt, Kleyna |
| f: 9 grudnia 2001 p: 16 maja 2002                                   | Eurydome    | S/2001 J 4              |                | Jowisz XXXII                                                   | Sheppard, Jewitt, Kleyna |
| f: 9 grudnia 2001 p: 16 maja 2002                                   | Sponde      | S/2001 J 5              |                | Jowisz XXXVI                                                   | Sheppard, Jewitt, Kleyna |
| f: 9 grudnia 2001 p: 16 maja 2002                                   | Kale        | S/2001 J 8              |                | Jowisz XXXVII                                                  | Sheppard, Jewitt, Kleyna |
| f: 10 grudnia 2001 p: 16 maja 2002                                  | Autonoe     | S/2001 J 1              |                | Jowisz XXVIII                                                  | Sheppard, Jewitt, Kleyna |
| f: 11 grudnia 2001 p: 16 maja 2002                                  | Thyone      | S/2001 J 2              |                | Jowisz XXIX                                                    | Sheppard, Jewitt, Kleyna |
| f: 11 grudnia 2001 p: 16 maja 2002                                  | Pasithee    | S/2001 J 6              |                | Jowisz XXXVIII                                                 | Sheppard, Jewitt, Kleyna |
| f: 11 grudnia 2001 p: 16 maja 2002                                  | Euanthe     | S/2001 J 7              |                | Jowisz XXXIII                                                  | Sheppard, Jewitt, Kleyna |
| f: 11 grudnia 2001 p: 16 maja 2002                                  | Orthosie    | S/2001 J 9              |                | Jowisz XXXV                                                    | Sheppard, Jewitt, Kleyna |
| f: 11 grudnia 2001 p: 16 maja 2002                                  | Euporie     | S/2001 J 10             |                | Jowisz XXXIV                                                   | Sheppard, Jewitt, Kleyna |
| f: 11 grudnia 2001 p: 16 maja 2002                                  | Aitne       | S/2001 J 11             |                | Jowisz XXXI                                                    | Sheppard, Jewitt, Kleyna |
| f: 13 sierpnia 2001 p: 30 września 2002                             | Trinkulo    | S/2001 U 1              |                | Uran XXI                                                       | Holman, Kavelaars, Milisavljevic |
| f: 31 października 2002 p: 18 grudnia 2002                          | Arche       | S/2002 J 1              |                | Jowisz XLIII                                                   | Sheppard, Meech, Hsieh, Tholen, Tonry |
| f: 23 lipca 2002 p: 13 stycznia 2003                                | Sao         | S/2002 N 2              |                | Neptun XI                                                      | Holman, Kavelaars, Grav, Fraser, Milisavljevic                                                                                              |
| f: 10 sierpnia 2002 p: 13 stycznia 2003                             | Halimede    | S/2002 N 1              | Neptun IX      |                                                                | Holman, Kavelaars, Grav, Fraser, Milisavljevic                                                                                              |
| f: 11 sierpnia 2002 p: 13 stycznia 2003                             | Laomedea    | S/2002 N 3              | Neptun XII     |                                                                | Holman, Kavelaars, Grav, Fraser, Milisavljevic                                                                                              |
| f: 5 lutego 2003 p: 4 marca 2003                                    | Eukelade    | S/2003 J 1              |                | Jowisz XLVII                                                   | Sheppard, Jewitt, Kleyna, Fernández, Hsieh                                                                                                  |
| f: 5 lutego 2003 p: 4 marca 2003                                    | S/2003 J 2  |                         |                |                                                                | Sheppard, Jewitt, Kleyna, Fernández, Hsieh                                                                                                  |
| f: 5 lutego 2003 p: 4 marca 2003                                    | Eufeme      | S/2003 J 3              | Jowisz LX      |                                                                | Sheppard, Jewitt, Kleyna, Fernández, Hsieh                                                                                                  |
| f: 5 lutego 2003 p: 4 marca 2003                                    | S/2003 J 4  |                         |                |                                                                | Sheppard, Jewitt, Kleyna, Fernández, Hsieh                                                                                                  |
| f: 6 lutego 2003 p: 4 marca 2003                                    | Eirene      | S/2003 J 5              |                | Jowisz LVII                                                    | Sheppard, Jewitt, Kleyna, Fernández, Hsieh                                                                                                  |
| f: 6 lutego 2003 p: 4 marca 2003                                    | Helike      | S/2003 J 6              |                | Jowisz XLV                                                     | Sheppard, Jewitt, Kleyna, Fernández, Hsieh                                                                                                  |
| f: 8 lutego 2003 p: 4 marca 2003                                    | Aoede       | S/2003 J 7              |                | Jowisz XLI                                                     | Sheppard, Jewitt, Kleyna, Fernández, Hsieh                                                                                                  |
| f: 8 lutego 2003 p: 6 marca 2003                                    | Hegemone    | S/2003 J 8              |                | Jowisz XXXIX                                                   | Sheppard, Jewitt, Kleyna, Fernández |
| f: 6 lutego 2003 p: 7 marca 2003                                    |             | S/2003 J 9              |                |                                                                | Sheppard, Jewitt, Kleyna, Fernández |
| f: 6 lutego 2003 p: 7 marca 2003                                    | S/2003 J 10 |                         |                |                                                                | Sheppard, Jewitt, Kleyna, Fernández |
| f: 6 lutego 2003 p: 7 marca 2003                                    | Kallichore  | S/2003 J 11             |                | Jowisz XLIV                                                    | Sheppard, Jewitt, Kleyna, Fernández |
| f: 8 lutego 2003 p: 7 marca 2003                                    |             | S/2003 J 12             |                |                                                                | Sheppard, Jewitt, Kleyna, Fernández |
| f: 5 lutego 2003 p: 11 kwietnia 2003                                | Narvi       | S/2003 S 1              |                | Saturn XXXI                                                    | Sheppard, Jewitt, Kleyna |
| f: 9 lutego 2003 p: 11 kwietnia 2003                                | Cyllene     | S/2003 J 13             |                | Jowisz XLVIII                                                  | Sheppard, Jewitt, Kleyna |
| f: 8 lutego 2003 p: 11 kwietnia 2003                                | Kore        | S/2003 J 14             |                | Jowisz XLIX                                                    | Sheppard, Jewitt, Kleyna |
| f: 6 lutego 2003 p: 11 kwietnia 2003                                | Filofrosyne | S/2003 J 15             |                | Jowisz LVIII                                                   | Sheppard, Jewitt, Kleyna, Fernández |
| f: 6 lutego 2003 p: 11 kwietnia 2003                                |             | S/2003 J 16             |                |                                                                | Gladman, Sheppard, Jewitt, Kleyna, Kavelaars, Petit, Allen                                                                                  |
| f: 8 lutego 2003 p: 11 kwietnia 2003                                | Herse       | S/2003 J 17             |                | Jowisz L                                                       | Gladman, Sheppard, Jewitt, Kleyna, Kavelaars, Petit, Allen                                                                                  |
| f: 6 lutego 2003 p: 11 kwietnia 2003                                |             | S/2003 J 18             |                | Jowisz LV                                                      | Gladman, Kavelaars, Petit, Allen, Sheppard, Jewitt, Kleyna                                                                                  |
| f: 6 lutego 2003 p: 30 kwietnia 2003                                |             | S/2003 J 19             |                | Jowisz LXI                                                     | Gladman, Sheppard, Jewitt, Kleyna, Kavelaars, Petit, Allen                                                                                  |
| f: 9 lutego 2003 p: 30 kwietnia 2003                                | Karpo       | S/2003 J 20             |                | Jowisz XLVI                                                    | Sheppard, Gladman, Kavelaars, Petit, Allen, Jewitt, Kleyna                                                                                  |
| f: 6 lutego 2003 p: 30 maja 2003                                    | Mneme       | S/2003 J 21             |                | Jowisz XL                                                      | Sheppard, Jewitt, Kleyna, Gladman, Kavelaars, Petit, Allen                                                                                  |
| f: 18 stycznia 1986 p: 25 sierpnia 2003                             | Perdyta     | S/1986 U 10             |                | Uran XXV                                                       | Karkoschka |
| f: 13 sierpnia 2001 p: 29 sierpnia 2003                             | Ferdynand   | S/2001 U 2              |                | Uran XXIV                                                      | 2001: Holman, Kavelaars, Milisavljevic; 2003: Sheppard, Jewitt                                                                              |
| f: 14 sierpnia 2002 p: 29 sierpnia 2003                             | Neso        | S/2002 N 4              |                | Neptun XIII                                                    | Holman, Kavelaars, Grav, Fraser, Milisavljevic                                                                                              |
| f: 29 sierpnia 2003 p: 3 września 2003                              | Psamathe    | S/2003 N 1              |                | Neptun X                                                       | Jewitt, Kleyna, Sheppard, Holman, Kavelaars                                                                                                 |
| f: 25 sierpnia 2003 p: 25 września 2003                             | Mab         | S/2003 U 1              |                | Uran XXVI                                                      | Showalter, Lissauer |
| f: 25 sierpnia 2003 p: 25 września 2003                             | Kupid       | S/2003 U 2              |                | Uran XXVII                                                     | Showalter, Lissauer |
| f: 13 sierpnia 2001 p: 8 października 2003                          | Francisco   | S/2001 U 3              |                | Uran XXII                                                      | Holman, Kavelaars, Milisavljevic, Gladman                                                                                                   |
| f: 29 sierpnia 2003 p: 9 października 2003                          | Margaret    | S/2003 U 3              |                | Uran XXIII                                                     | Sheppard, Jewitt |
| f: 9 lutego 2003 p: 25 stycznia 2004                                | Thelxinoe   | S/2003 J 22             |                | Jowisz XLII                                                    | Sheppard, Jewitt, Kleyna, Gladman, Kavelaars, Petit, Allen                                                                                  |
| f: 6 lutego 2003 p: 4 lutego 2004                                   |             | S/2003 J 23             |                |                                                                | Sheppard, Jewitt, Kleyna, Fernández |
| f: 1 czerwca 2004 p: 16 sierpnia 2004                               | Methone     | S/2004 S 1              |                | Saturn XXXII                                                   | Porco, Charnoz, Brahic, Dones / Cassini-Huygens                                                                                             |
| f: 1 czerwca 2004 p: 16 sierpnia 2004                               | Pallene     | S/2004 S 2 =S/1981 S 14 |                | Saturn XXXIII                                                  | Porco, Charnoz, Brahic, Dones / Cassini-Huygens                                                                                             |
| f: 21 października 2004 o: 24 października 2004 p: 8 listopada 2004 | Polideukes  | S/2004 S 5              |                | Saturn XXXIV                                                   | Porco i inni / Cassini-Huygens |
| f: 12 grudnia 2004 p: 4 maja 2005                                   |             | S/2004 S 7              |                |                                                                | Sheppard, Jewitt, Kleyna, Marsden |
| f: 12 grudnia 2004 p: 4 maja 2005                                   | Fornjot     | S/2004 S 8              | Saturn XLII    |                                                                | Sheppard, Jewitt, Kleyna, Marsden |
| f: 12 grudnia 2004 p: 4 maja 2005                                   | Farbauti    | S/2004 S 9              | Saturn XL      |                                                                | Sheppard, Jewitt, Kleyna, Marsden |
| f: 12 grudnia 2004 p: 4 maja 2005                                   | Aegir       | S/2004 S 10             | Saturn XXXVI   |                                                                | Sheppard, Jewitt, Kleyna, Marsden |
| f: 12 grudnia 2004 p: 4 maja 2005                                   | Bebhionn    | S/2004 S 11             | Saturn XXXVII  |                                                                | Sheppard, Jewitt, Kleyna, Marsden |
| f: 12 grudnia 2004 p: 4 maja 2005                                   | S/2004 S 12 |                         |                |                                                                | Sheppard, Jewitt, Kleyna, Marsden |
| f: 12 grudnia 2004 p: 4 maja 2005                                   | S/2004 S 13 |                         |                |                                                                | Sheppard, Jewitt, Kleyna, Marsden |
| f: 12 grudnia 2004 p: 4 maja 2005                                   | Hati        | S/2004 S 14             | Saturn XLIII   |                                                                | Sheppard, Jewitt, Kleyna, Marsden |
| f: 12 grudnia 2004 p: 4 maja 2005                                   | Bergelmir   | S/2004 S 15             | Saturn XXXVIII |                                                                | Sheppard, Jewitt, Kleyna, Marsden |
| f: 13 grudnia 2004 p: 4 maja 2005                                   | Fenrir      | S/2004 S 16             |                | Saturn XLI                                                     | Sheppard, Jewitt, Kleyna, Marsden |
| f: 13 grudnia 2004 p: 4 maja 2005                                   | S/2004 S 17 |                         |                |                                                                | Sheppard, Jewitt, Kleyna, Marsden |
| f: 13 grudnia 2004 p: 4 maja 2005                                   | Bestla      | S/2004 S 18             | Saturn XXXIX   |                                                                | Sheppard, Jewitt, Kleyna, Marsden |
| f: 1 maja 2005 p: 6 maja 2005                                       | Daphnis     | S/2005 S 1              |                | Saturn XXXV                                                    | Porco i inni / Cassini-Huygens |
| f: 6 maja 2004 o: 28 grudnia 2004 p: 29 lipca 2005                  | Haumea      | 2003 EL61               |                | planeta karłowata                                              | Ortiz, Aceituno i Santos-Sanz lub Brown, Trujillo i Rabinowitz                                                                              |
| o: 26 stycznia 2005 p: 29 lipca 2005                                | Hiʻiaka     | S/2005 (2003 EL61) 1    |                | Haumea I                                                       | Brown, Trujillo i Rabinowitz |
| o: 30 czerwca 2005 p: 29 lipca 2005                                 | Namaka      | S/2005 (2003 EL61) 2    |                | Haumea II                                                      | Brown, Trujillo i Rabinowitz |
| f: 31 marca 2005 p: 29 lipca 2005                                   | Makemake    | 2005 FY9                |                | planeta karłowata                                              | Brown, Trujillo i Rabinowitz |
| f: 21 października 2003 o: 5 stycznia 2005 p: 29 lipca 2005         | Eris        | 2003 UB313              |                | planeta karłowata                                              | Brown, Trujillo i Rabinowitz |
| f: 10 września 2005 p: 3 października 2005                          | Dysnomia    | S/2005 (2003 UB313) 1   |                | Eris I                                                         | Brown, van Dam, Bouchez, Le Mignant, Campbell, Chin, Conrad, Hartman, Johansson, Lafon, Rabinowitz, Stomski, Summers, Trujillo i Wizinowich |
| f: 15 maja 2005 o: 15 czerwca 2005 p: 31 października 2005          | Nix         | S/2005 P 2              |                | Pluton II                                                      | Weaver, Stern, Mutchler, Steffl, Buie, Merline, Spencer, Young, Young                                                                       |
| f: 15 maja 2005 o: 15 czerwca 2005 p: 31 października 2005          | Hydra       | S/2005 P 1              |                | Pluton III                                                     | Weaver, Stern, Mutchler, Steffl, Buie, Merline, Spencer, Young, Young                                                                       |
| f: 12 grudnia 2004 o: 6 marca 2006(?) p: 26 czerwca 2006            | Hyrrokkin   | S/2004 S 19             |                | Saturn XLIV                                                    | Sheppard, Jewitt, Kleyna |
| f: 4 stycznia 2006 o: 6 marca 2006(?) p: 26 czerwca 2006            |             | S/2006 S 1              |                |                                                                | Sheppard, Jewitt, Kleyna |
| f: 4 stycznia 2006 o: 6 marca 2006(?) p: 26 czerwca 2006            | Kari        | S/2006 S 2              | Saturn XLV     |                                                                | Sheppard, Jewitt, Kleyna |
| f: 5 stycznia 2006 o: 6 marca 2006 (?) p: 26 czerwca 2006           |             | S/2006 S 3              |                |                                                                | Sheppard, Jewitt, Kleyna |
| f: 5 stycznia 2006 o: 6 marca 2006 (?) p: 26 czerwca 2006           | Greip       | S/2006 S 4              | Saturn LI      |                                                                | Sheppard, Jewitt, Kleyna |
| f: 5 stycznia 2006 o: 6 marca 2006 (?) p: 26 czerwca 2006           | Loge        | S/2006 S 5              | Saturn XLVI    |                                                                | Sheppard, Jewitt, Kleyna |
| f: 5 stycznia 2006 o: 6 marca 2006 (?) p: 26 czerwca 2006           | Jarnsaksa   | S/2006 S 6              | Saturn L       |                                                                | Sheppard, Jewitt, Kleyna |
| f: 5 stycznia 2006 o: 6 marca 2006 (?) p: 26 czerwca 2006           | Surtur      | S/2006 S 7              | Saturn XLVIII  |                                                                | Sheppard, Jewitt, Kleyna |
| f: 5 stycznia 2006 o: 6 marca 2006 (?) p: 26 czerwca 2006           | Skoll       | S/2006 S 8              | Saturn XLVII   |                                                                | Sheppard, Jewitt, Kleyna |
| f: 5 stycznia 2006 o: 16 stycznia 2007 (?) p: 13 kwietnia 2007      | Tarkek      | S/2007 S 1              |                | Saturn LII                                                     | Sheppard, Jewitt, Kleyna |
| f: 18 stycznia 2007 p: 1 maja 2007                                  |             | S/2007 S 2              |                |                                                                | Sheppard, Jewitt, Kleyna |
| f: 18 stycznia 2007 p: 1 maja 2007                                  | S/2007 S 3  |                         |                |                                                                | Sheppard, Jewitt, Kleyna |
| f: 30 maja 2007 p: 18 czerwca 2007                                  | Anthe       | S/2007 S 4              |                | Saturn XLIX                                                    | Porco i inni / Cassini-Huygens |
| f: 15 sierpnia 2008 p: 3 marca 2009                                 | Aegaeon     | S/2008 S 1              |                | Saturn LIII                                                    | Cassini-Huygens |
| f: 26 lipca 2009 p: 2 listopada 2009                                |             | S/2009 S 1              |                |                                                                | Cassini-Huygens |
| 2010–2019                                                           |             |                         |                |                                                                | |
| data odkrycia                                                       | nazwa       | tymcz. oznaczenie       | zdjęcie        | inna nazwa                                                     | odkrywcy |
| o: 7 września 2010 p: 1 czerwca 2011                                |             | S/2010 J 1              |                | Jowisz LI                                                      | Robert Jacobson, Marina Brozovic, Brett Gladman, Mike Alexandersen                                                                          |
| o: 8 września 2010 p: 1 czerwca 2011                                |             | S/2010 J 2              |                | Jowisz LII                                                     | Christian Veillet |
| f: 28 czerwca 2011 o: 18 lipca 2011                                 | Kerberos    | S/2011 (134340) 1       |                | Pluton IV                                                      | teleskop Hubble’a |
| o: 27 września 2011 p: 29 stycznia 2012                             |             | S/2011 J 1              |                | Jowisz LXXII                                                   | Sheppard |
| o: 27 września 2011 p: 29 stycznia 2012                             |             | S/2011 J 2              |                | Jowisz LVI                                                     | Sheppard |
| f: 26 czerwca 2012 o: 11 lipca 2012                                 | Styx        | S/2012 (134340) 1       |                | Pluton V                                                       | teleskop Hubble’a |
| f: 2004 o: 1 lipca 2013 p: 15 lipca 2013                            | Hippokamp   | S/2004 N 1              |                | Neptun XIV                                                     | M. Showalter, I. de Pater, J.J. Lissauer, R.S. French (teleskop Hubble’a)                                                                   |
| f: kwiecień 2015 p: 26 kwietnia 2016                                |             | S/2015 (136472) 1       |                |                                                                | (teleskop Hubble’a) |
| f: 8 marca 2016 p: 2 czerwca 2017                                   |             | S/2016 J 1              |                | Jowisz LIV                                                     | Sheppard i inni |
| f: 27 marca 2017 p: 2 czerwca 2017                                  |             | S/2017 J 1              |                | Jowisz LIX                                                     | Sheppard i inni |
| f: 9 marca 2016 p: 17 lipca 2018                                    | Valetudo    | S/2016 J 2              |                | Jowisz LXII                                                    | Sheppard i inni |
| f: 5 lutego 2016 o: 23 marca 2017 p: 17 lipca 2018                  |             | S/2017 J 2              |                | Jowisz LXIII                                                   | Sheppard i inni |
| f: 5 lutego 2016 o: 23 marca 2017 p: 17 lipca 2018                  |             | S/2017 J 3              |                | Jowisz LXIV                                                    | Sheppard i inni |
| f: 23 marca 2017 p: 17 lipca 2018                                   | Pandia      | S/2017 J 4              |                | Jowisz LXV                                                     | Sheppard i inni |
| f: 23 marca 2017 p: 17 lipca 2018                                   |             | S/2017 J 5              |                | Jowisz LXVI                                                    | Sheppard i inni |
| f: 24 lutego 2017 o: 23 marca 2017 p: 17 lipca 2018                 |             | S/2017 J 6              |                | Jowisz LXVII                                                   | Sheppard i inni |
| f: 24 lutego 2017 o: 23 marca 2017 p: 17 lipca 2018                 |             | S/2017 J 7              |                | Jowisz LXVIII                                                  | Sheppard i inni |
| f: 23 marca 2017 p: 17 lipca 2018                                   |             | S/2017 J 8              |                | Jowisz LXIX                                                    | Sheppard i inni |
| f: 24 lutego 2017 o: 23 marca 2017 p: 17 lipca 2018                 |             | S/2017 J 9              |                | Jowisz LXX                                                     | Sheppard i inni |
| f: 25 marca 2017 o: 11 maja 2018 p: 17 lipca 2018                   | Ersa        | S/2018 J 1              |                | Jowisz LXXI                                                    | Sheppard i inni |
| f: 12 grudnia 2004 p: 7 października 2019                           | Gridr       | S/2004 S 20             |                | Saturn LIV                                                     | Sheppard, Jewitt, Kleyna |
| f: 12 grudnia 2004 p: 7 października 2019                           | S/2004 S 21 |                         |                |                                                                | Sheppard, Jewitt, Kleyna |
| f: 12 grudnia 2004 p: 7 października 2019                           | Angrboda    | S/2004 S 22             |                | Saturn LV                                                      | Sheppard, Jewitt, Kleyna |
| f: 12 grudnia 2004 p: 7 października 2019                           | Skrymir     | S/2004 S 23             |                | Saturn LVI                                                     | Sheppard, Jewitt, Kleyna |
| f: 12 grudnia 2004 p: 7 października 2019                           | S/2004 S 24 |                         |                |                                                                | Sheppard, Jewitt, Kleyna |
| f: 12 grudnia 2004 p: 7 października 2019                           | Gerd        | S/2004 S 25             |                | Saturn LVII                                                    | Sheppard, Jewitt, Kleyna |
| f: 12 grudnia 2004 p: 7 października 2019                           |             | S/2004 S 26             |                | Saturn LVIII                                                   | Sheppard, Jewitt, Kleyna |
| f: 12 grudnia 2004 p: 7 października 2019                           | Eggther     | S/2004 S 27             |                | Saturn LIX                                                     | Sheppard, Jewitt, Kleyna |
| f: 12 grudnia 2004 p: 7 października 2019                           | S/2004 S 28 |                         |                |                                                                | Sheppard, Jewitt, Kleyna |
| f: 12 grudnia 2004 p: 7 października 2019                           |             | S/2004 S 29             |                | Saturn LX                                                      | Sheppard, Jewitt, Kleyna |
| f: 12 grudnia 2004 p: 7 października 2019                           | Beli        | S/2004 S 30             |                | Saturn LXI                                                     | Sheppard, Jewitt, Kleyna |
| f: 12 grudnia 2004 p: 8 października 2019                           |             | S/2004 S 31             |                |                                                                | Sheppard, Jewitt, Kleyna |
| f: 12 grudnia 2004 p: 8 października 2019                           | Gunnlod     | S/2004 S 32             |                | Saturn LXII                                                    | Sheppard, Jewitt, Kleyna |
| f: 12 grudnia 2004 p: 8 października 2019                           | Thiazzi     | S/2004 S 33             |                | Saturn LXIII                                                   | Sheppard, Jewitt, Kleyna |
| f: 12 grudnia 2004 p: 8 października 2019                           |             | S/2004 S 34             |                | Saturn LXIV                                                    | Sheppard, Jewitt, Kleyna |
| f: 12 grudnia 2004 p: 8 października 2019                           | Alvaldi     | S/2004 S 35             |                | Saturn LXV                                                     | Sheppard, Jewitt, Kleyna |
| f: 12 grudnia 2004 p: 8 października 2019                           | S/2004 S 36 |                         |                |                                                                | Sheppard, Jewitt, Kleyna |
| f: 12 grudnia 2004 p: 8 października 2019                           | S/2004 S 37 |                         |                |                                                                | Sheppard, Jewitt, Kleyna |
| f: 12 grudnia 2004 p: 8 października 2019                           | Geirrod     | S/2004 S 38             |                | Saturn LXVI                                                    | Sheppard, Jewitt, Kleyna |
| f: 12 grudnia 2004 p: 8 października 2019                           | S/2004 S 39 |                         |                |                                                                | Sheppard, Jewitt, Kleyna |
| 2020–2029                                                           |             |                         |                |                                                                | |
| data odkrycia                                                       | nazwa       | tymcz. oznaczenie       | zdjęcie        | inna nazwa                                                     | odkrywcy |
| f: 5 lutego 2003 p: 15 listopada 2021                               |             | S/2003 J 24             |                |                                                                | Sheppard, Jewitt, Kleyna, Gladman, Veillet                                                                                                  |
| f: 1 lipca 2019 p: 16 października 2021                             |             | S/2019 S 1              |                |                                                                | Ashton, Gladman, Petit, Alexandersen |
| f: 27 września 2011 p: 20 grudnia 2022                              |             | S/2011 J 3              |                |                                                                | Sheppard |
| f: 12 maja 2018 p: 20 grudnia 2022                                  | S/2018 J 2  |                         |                |                                                                | Sheppard |
| f: 9 marca 2016 p: 5 stycznia 2023                                  | S/2016 J 3  |                         |                |                                                                | Sheppard |
| f: 12 sierpnia 2021 p: 5 stycznia 2023                              | S/2021 J 1  |                         |                |                                                                | Sheppard |
| f: 12 maja 2018 p: 19 stycznia 2023                                 | S/2018 J 3  |                         |                |                                                                | Sheppard |
| f: 12 sierpnia 2021 p: 19 stycznia 2023                             | S/2021 J 2  |                         |                |                                                                | Sheppard |
| f: 12 sierpnia 2021 p: 19 stycznia 2023                             | S/2021 J 3  |                         |                |                                                                | Sheppard |
| f: 14 sierpnia 2021 p: 19 stycznia 2023                             | S/2021 J 4  |                         |                |                                                                | Sheppard |
| f: 5 września 2021 p: 19 stycznia 2023                              | S/2021 J 5  |                         |                | Sheppard, Tholen, Trujillo                                     | |
| f: 11 maja 2018 p: 20 stycznia 2023                                 | S/2018 J 4  |                         |                | Sheppard                                                       | |
| f: 5 września 2021 p: 20 stycznia 2023                              | S/2021 J 6  |                         |                | Sheppard, Tholen, Trujillo                                     | |
| f: 9 marca 2016 p: 24 stycznia 2023                                 | S/2016 J 4  |                         |                | Sheppard                                                       | |
| f: 30 sierpnia 2021 p: 22 lutego 2023                               | S/2022 J 1  |                         |                | Sheppard                                                       | |
| f: 15 października 2021 p: 22 lutego 2023                           | S/2022 J 2  |                         |                | Sheppard                                                       | |
| f: 30 sierpnia 2021 p: 22 lutego 2023                               | S/2022 J 3  |                         |                | Sheppard                                                       | |
| f: 24 czerwca 2020 p: 3 maja 2023                                   |             | S/2020 S 1              |                |                                                                | Sheppard, Jewitt, Kleyna, Ashton, Gladman, Petit, Alexandersen                                                                              |
| f: 1 lutego 2006 p: 3 maja 2023                                     | S/2006 S 9  |                         |                |                                                                | Sheppard, Jewitt, Kleyna, Ashton, Gladman, Petit, Alexandersen                                                                              |
| f: 18 stycznia 2007 p: 3 maja 2023                                  | S/2007 S 5  |                         |                |                                                                | Sheppard, Jewitt, Kleyna, Ashton, Gladman, Petit, Alexandersen                                                                              |
| f: 12 grudnia 2004 p: 3 maja 2023                                   | S/2004 S 40 |                         |                | Jewitt, Sheppard, Ashton, Gladman, Petit, Alexandersen         | |
| f: 3 lipca 2019 p: 3 maja 2023                                      | S/2019 S 2  |                         |                | Ashton, Gladman, Petit, Alexandersen                           | |
| f: 3 lipca 2019 p: 3 maja 2023                                      | S/2019 S 3  |                         |                | Sheppard, Jewitt, Kleyna, Ashton, Gladman, Petit, Alexandersen | |
| f: 27 czerwca 2020 p: 3 maja 2023                                   | S/2020 S 2  |                         |                | Ashton, Gladman, Petit, Alexandersen                           | |
| f: 27 czerwca 2020 p: 5 maja 2023                                   | S/2020 S 3  |                         |                | Ashton, Gladman, Petit, Alexandersen                           | |
| f: 3 lipca 2019 p: 5 maja 2023                                      | S/2019 S 4  |                         |                | Ashton, Gladman                                                | |
| f: 12 grudnia 2004 p: 6 maja 2023                                   | S/2004 S 41 |                         |                | Sheppard, Jewitt, Kleyna, Ashton, Gladman, Petit, Alexandersen | |
| f: 24 lipca 2020 p: 6 maja 2023                                     | S/2020 S 4  |                         |                | Ashton, Gladman, Petit, Alexandersen                           | |
| f: 24 lipca 2020 p: 6 maja 2023                                     | S/2020 S 5  |                         |                | Ashton, Gladman, Petit, Alexandersen                           | |
| f: 16 stycznia 2007 p: 6 maja 2023                                  | S/2007 S 6  |                         |                | Sheppard, Jewitt, Kleyna, Ashton, Gladman, Petit, Alexandersen | |
| f: 12 grudnia 2004 p: 6 maja 2023                                   | S/2004 S 42 |                         |                | Sheppard, Jewitt, Kleyna, Ashton, Gladman, Petit, Alexandersen | |
| f: 5 stycznia 2006 p: 6 maja 2023                                   | S/2006 S 10 |                         |                | Sheppard, Jewitt, Kleyna, Ashton, Gladman, Petit, Alexandersen | |
| f: 3 lipca 2019 p: 6 maja 2023                                      | S/2019 S 5  |                         |                | Ashton, Gladman                                                | |
| f: 12 grudnia 2004 p: 7 maja 2023                                   | S/2004 S 43 |                         |                | Sheppard, Jewitt, Kleyna, Ashton, Gladman, Petit, Alexandersen | |
| f: 12 grudnia 2004 p: 7 maja 2023                                   | S/2004 S 44 |                         |                | Sheppard, Jewitt, Kleyna, Ashton, Gladman                      | |
| f: 13 grudnia 2004 p: 7 maja 2023                                   | S/2004 S 45 |                         |                | Jewitt, Sheppard, Kleyna, Ashton, Gladman, Petit, Alexandersen | |
| f: 5 stycznia 2006 p: 7 maja 2023                                   | S/2006 S 11 |                         |                | Sheppard, Jewitt, Kleyna, Ashton, Gladman, Petit, Alexandersen | |
| f: 5 stycznia 2006 p: 7 maja 2023                                   | S/2006 S 12 |                         |                | Sheppard, Jewitt, Kleyna, Ashton, Gladman, Petit, Alexandersen | |
| f: 3 lipca 2019 p: 8 maja 2023                                      | S/2019 S 6  |                         |                | Ashton, Gladman                                                | |
| f: 6 stycznia 2006 p: 8 maja 2023                                   | S/2006 S 13 |                         |                | Sheppard, Jewitt, Kleyna, Ashton, Gladman, Petit, Alexandersen | |
| f: 1 lipca 2019 p: 8 maja 2023                                      | S/2019 S 7  |                         |                | Ashton, Gladman                                                | |
| f: 3 lipca 2019 p: 8 maja 2023                                      | S/2019 S 8  |                         |                | Ashton, Gladman, Petit, Alexandersen                           | |
| f: 1 lipca 2019 p: 8 maja 2023                                      | S/2019 S 9  |                         |                | Sheppard, Jewitt, Kleyna, Ashton, Gladman                      | |
| f: 12 grudnia 2004 p: 8 maja 2023                                   | S/2004 S 46 |                         |                | Sheppard, Jewitt, Ashton, Gladman, Petit, Alexandersen         | |
| f: 1 lipca 2019 p: 8 maja 2023                                      | S/2019 S 10 |                         |                | Ashton, Gladman, Petit, Alexandersen                           | |
| f: 12 grudnia 2004 p: 8 maja 2023                                   | S/2004 S 47 |                         |                | Sheppard, Jewitt, Kleyna, Ashton, Gladman, Petit, Alexandersen | |
| f: 1 lipca 2019 p: 8 maja 2023                                      | S/2019 S 11 |                         |                | Sheppard, Jewitt, Ashton, Gladman, Petit, Alexandersen         | |
| f: 5 stycznia 2006 p: 8 maja 2023                                   | S/2006 S 14 |                         |                | Sheppard, Jewitt, Kleyna, Ashton, Gladman, Petit, Alexandersen | |
| f: 3 lipca 2019 p: 9 maja 2023                                      | S/2019 S 12 |                         |                | Ashton, Gladman                                                | |
| f: 27 czerwca 2020 p: 9 maja 2023                                   | S/2020 S 6  |                         |                | Ashton, Gladman, Petit, Alexandersen                           | |
| f: 3 lipca 2019 p: 9 maja 2023                                      | S/2019 S 13 |                         |                | Ashton, Gladman, Petit, Alexandersen                           | |
| f: 5 stycznia 2005 p: 10 maja 2023                                  | S/2005 S 4  |                         |                | Sheppard, Jewitt, Kleyna, Ashton, Gladman, Petit, Alexandersen | |
| f: 16 stycznia 2007 p: 10 maja 2023                                 | S/2007 S 7  |                         |                | Sheppard, Jewitt, Kleyna                                       | |
| f: 21 marca 2007 p: 10 maja 2023                                    | S/2007 S 8  |                         |                | Sheppard, Jewitt, Kleyna, Ashton, Gladman, Petit, Alexandersen | |
| f: 24 czerwca 2020 p: 10 maja 2023                                  | S/2020 S 7  |                         |                | Ashton, Gladman, Petit, Alexandersen                           | |
| f: 1 lipca 2019 p: 10 maja 2023                                     | S/2019 S 14 |                         |                | Ashton, Gladman                                                | |
| f: 1 lipca 2019 p: 10 maja 2023                                     | S/2019 S 15 |                         |                | Ashton, Gladman, Petit, Alexandersen                           | |
| f: 9 marca 2005 p: 10 maja 2023                                     | S/2005 S 5  |                         |                | Sheppard, Jewitt, Kleyna, Ashton, Gladman, Petit, Alexandersen | |
| f: 5 stycznia 2006 p: 15 maja 2023                                  | S/2006 S 15 |                         |                | Sheppard, Jewitt, Kleyna, Ashton, Gladman                      | |
| f: 1 lutego 2006 p: 15 maja 2023                                    | S/2006 S 16 |                         |                | Sheppard, Jewitt, Kleyna, Ashton, Gladman, Petit, Alexandersen | |
| f: 5 stycznia 2006 p: 15 maja 2023                                  | S/2006 S 17 |                         |                | Sheppard, Jewitt, Kleyna, Ashton, Gladman                      | |
| f: 12 grudnia 2004 p: 15 maja 2023                                  | S/2004 S 48 |                         |                | Jewitt, Sheppard, Ashton, Gladman, Petit, Alexandersen         | |
| f: 24 czerwca 2020 p: 15 maja 2023                                  | S/2020 S 8  |                         |                | Sheppard, Jewitt, Kleyna, Ashton, Gladman, Petit, Alexandersen | |
| f: 13 grudnia 2004 p: 15 maja 2023                                  | S/2004 S 49 |                         |                | Sheppard, Jewitt, Kleyna, Ashton, Gladman, Petit, Alexandersen | |
| f: 12 grudnia 2004 p: 15 maja 2023                                  | S/2004 S 50 |                         |                | Sheppard, Jewitt, Ashton, Gladman, Petit, Alexandersen         | |
| f: 5 stycznia 2006 p: 15 maja 2023                                  | S/2006 S 18 |                         |                | Sheppard, Jewitt, Kleyna, Ashton, Gladman, Petit, Alexandersen | |
| f: 3 lipca 2019 p: 15 maja 2023                                     | S/2019 S 16 |                         |                | Ashton, Gladman, Petit, Alexandersen                           | |
| f: 1 lipca 2019 p: 15 maja 2023                                     | S/2019 S 17 |                         |                | Sheppard, Jewitt, Ashton, Gladman, Petit, Alexandersen         | |
| f: 3 lipca 2019 p: 15 maja 2023                                     | S/2019 S 18 |                         |                | Sheppard, Jewitt, Ashton, Gladman, Petit, Alexandersen         | |
| f: 3 lipca 2019 p: 15 maja 2023                                     | S/2019 S 19 |                         |                | Ashton, Gladman                                                | |
| f: 3 lipca 2019 p: 15 maja 2023                                     | S/2019 S 20 |                         |                | Ashton, Gladman, Petit, Alexandersen                           | |
| f: 5 stycznia 2006 p: 15 maja 2023                                  | S/2006 S 19 |                         |                | Sheppard, Jewitt, Kleyna, Ashton, Gladman, Petit, Alexandersen | |
| f: 12 grudnia 2004 p: 15 maja 2023                                  | S/2004 S 51 |                         |                | Sheppard, Jewitt, Kleyna, Ashton, Gladman, Petit, Alexandersen | |
| f: 27 lipca 2020 p: 15 maja 2023                                    | S/2020 S 9  |                         |                | Ashton, Gladman, Petit, Alexandersen                           | |
| f: 12 grudnia 2004 p: 15 maja 2023                                  | S/2004 S 52 |                         |                | Jewitt, Sheppard, Ashton, Gladman, Petit, Alexandersen         | |
| f: 21 marca 2007 p: 16 maja 2023                                    | S/2007 S 9  |                         |                | Sheppard, Jewitt, Kleyna, Ashton, Gladman                      | |
| f: 12 grudnia 2004 p: 16 maja 2023                                  | S/2004 S 53 |                         |                | Sheppard, Jewitt, Kleyna, Ashton, Gladman, Petit, Alexandersen | |
| f: 27 lipca 2020 p: 16 maja 2023                                    | S/2020 S 10 |                         |                | Ashton, Gladman, Petit, Alexandersen                           | |
| f: 3 lipca 2019 p: 16 maja 2023                                     | S/2019 S 21 |                         |                | Sheppard, Jewitt, Kleyna, Ashton, Gladman, Petit, Alexandersen | |
| f: 5 stycznia 2006 p: 23 maja 2023                                  | S/2006 S 20 |                         |                | Sheppard, Jewitt, Kleyna, Ashton, Gladman, Petit, Alexandersen | |
| f: 7 września 2021 p: 23 lutego 2024                                |             | S/2021 N 1              |                |                                                                | Sheppard, Tholen, Trujillo, Lykawka |
| f: 4 listopada 2023 p: 23 lutego 2024                               |             | S/2023 U 1              |                |                                                                | Sheppard |
| f: 14 sierpnia 2005 p: 23 lutego 2024                               |             | S/2002 N 5              |                |                                                                | Holman, Kavelaars, Grav, Fraser |
| f: 23 sierpnia 2019 p: 11 marca 2025                                |             | S/2019 S 22             |                |                                                                | Ashton, Gladman, Petit, Alexandersen, Fraser, Lawler, Kavelaars                                                                             |
| f: 1 lipca 2019 p: 11 marca 2025                                    | S/2019 S 23 |                         |                |                                                                | Ashton, Gladman, Petit, Alexandersen, Fraser, Lawler, Kavelaars                                                                             |
| f: 1 lipca 2019 p: 11 marca 2025                                    | S/2019 S 26 |                         |                |                                                                | Ashton, Gladman, Petit, Alexandersen, Fraser, Lawler, Kavelaars                                                                             |
| f: 22 sierpnia 2019 p: 11 marca 2025                                | S/2019 S 32 |                         |                |                                                                | Ashton, Gladman, Petit, Alexandersen, Fraser, Lawler, Kavelaars                                                                             |
| f: 2 lipca 2019 p: 11 marca 2025                                    | S/2019 S 35 |                         |                |                                                                | Ashton, Gladman, Petit, Alexandersen, Fraser, Lawler, Kavelaars                                                                             |
| f: 3 lipca 2019 p: 11 marca 2025                                    | S/2019 S 37 |                         |                |                                                                | Ashton, Gladman, Petit, Alexandersen, Fraser, Lawler, Kavelaars                                                                             |
| f: 2 lipca 2019 p: 11 marca 2025                                    | S/2019 S 41 |                         |                |                                                                | Ashton, Gladman, Petit, Alexandersen, Fraser, Lawler, Kavelaars                                                                             |
| f: 3 lipca 2019 p: 11 marca 2025                                    | S/2019 S 44 |                         |                |                                                                | Ashton, Gladman, Petit, Alexandersen, Fraser, Lawler, Kavelaars                                                                             |
| f: 27 czerwca 2020 p: 11 marca 2025                                 | S/2020 S 11 |                         |                |                                                                | Ashton, Gladman, Petit, Alexandersen, Fraser, Lawler, Kavelaars                                                                             |
| f: 24 czerwca 2020 p: 11 marca 2025                                 | S/2020 S 12 |                         |                |                                                                | Ashton, Gladman, Petit, Alexandersen, Fraser, Lawler, Kavelaars                                                                             |
| f: 27 czerwca 2020 p: 11 marca 2025                                 | S/2020 S 13 |                         |                |                                                                | Ashton, Gladman, Petit, Alexandersen, Fraser, Lawler, Kavelaars                                                                             |
| f: 24 czerwca 2020 p: 11 marca 2025                                 | S/2020 S 16 |                         |                |                                                                | Ashton, Gladman, Petit, Alexandersen, Fraser, Lawler, Kavelaars                                                                             |
| f: 24 czerwca 2020 p: 11 marca 2025                                 | S/2020 S 17 |                         |                |                                                                | Ashton, Gladman, Petit, Alexandersen, Fraser, Lawler, Kavelaars                                                                             |
| f: 29 czerwca 2020 p: 11 marca 2025                                 | S/2020 S 19 |                         |                |                                                                | Ashton, Gladman, Petit, Alexandersen, Fraser, Lawler, Kavelaars                                                                             |
| f: 27 czerwca 2020 p: 11 marca 2025                                 | S/2020 S 20 |                         |                |                                                                | Ashton, Gladman, Petit, Alexandersen, Fraser, Lawler, Kavelaars                                                                             |
| f: 24 czerwca 2020 p: 11 marca 2025                                 | S/2020 S 22 |                         |                |                                                                | Ashton, Gladman, Petit, Alexandersen, Fraser, Lawler, Kavelaars                                                                             |
| f: 24 czerwca 2020 p: 11 marca 2025                                 | S/2020 S 23 |                         |                |                                                                | Ashton, Gladman, Petit, Alexandersen, Fraser, Lawler, Kavelaars                                                                             |
| f: 24 czerwca 2020 p: 11 marca 2025                                 | S/2020 S 24 |                         |                |                                                                | Ashton, Gladman, Petit, Alexandersen, Fraser, Lawler, Kavelaars                                                                             |
| f: 24 czerwca 2020 p: 11 marca 2025                                 | S/2020 S 30 |                         |                |                                                                | Ashton, Gladman, Petit, Alexandersen, Fraser, Lawler, Kavelaars                                                                             |
| f: 24 czerwca 2020 p: 11 marca 2025                                 | S/2020 S 31 |                         |                |                                                                | Ashton, Gladman, Petit, Alexandersen, Fraser, Lawler, Kavelaars                                                                             |
| f: 24 czerwca 2020 p: 11 marca 2025                                 | S/2020 S 33 |                         |                |                                                                | Ashton, Gladman, Petit, Alexandersen, Fraser, Lawler, Kavelaars                                                                             |
| f: 24 czerwca 2020 p: 11 marca 2025                                 | S/2020 S 34 |                         |                |                                                                | Ashton, Gladman, Petit, Alexandersen, Fraser, Lawler, Kavelaars                                                                             |
| f: 27 czerwca 2020 p: 11 marca 2025                                 | S/2020 S 38 |                         |                |                                                                | Ashton, Gladman, Petit, Alexandersen, Fraser, Lawler, Kavelaars                                                                             |
| f: 24 czerwca 2020 p: 11 marca 2025                                 | S/2020 S 39 |                         |                |                                                                | Ashton, Gladman, Petit, Alexandersen, Fraser, Lawler, Kavelaars                                                                             |
| f: 27 czerwca 2020 p: 11 marca 2025                                 | S/2020 S 41 |                         |                |                                                                | Ashton, Gladman, Petit, Alexandersen, Fraser, Lawler, Kavelaars                                                                             |
| f: 24 czerwca 2020 p: 11 marca 2025                                 | S/2020 S 42 |                         |                |                                                                | Ashton, Gladman, Petit, Alexandersen, Fraser, Lawler, Kavelaars                                                                             |
| f: 24 czerwca 2020 p: 11 marca 2025                                 | S/2020 S 43 |                         |                |                                                                | Ashton, Gladman, Petit, Alexandersen, Fraser, Lawler, Kavelaars                                                                             |
| f: 24 czerwca 2020 p: 11 marca 2025                                 | S/2020 S 44 |                         |                |                                                                | Ashton, Gladman, Petit, Alexandersen, Fraser, Lawler, Kavelaars                                                                             |
| f: 15 sierpnia 2023 p: 11 marca 2025                                | S/2023 S 1  |                         |                |                                                                | Ashton, Gladman, Petit, Alexandersen, Fraser, Lawler, Kavelaars                                                                             |
| f: 18 września 2023 p: 11 marca 2025                                | S/2023 S 2  |                         |                |                                                                | Ashton, Gladman, Petit, Alexandersen, Fraser, Lawler, Kavelaars                                                                             |
| f: 19 sierpnia 2023 p: 11 marca 2025                                | S/2023 S 3  |                         |                |                                                                | Ashton, Gladman, Petit, Alexandersen, Fraser, Lawler, Kavelaars                                                                             |
| f: 15 sierpnia 2023 p: 11 marca 2025                                | S/2023 S 5  |                         |                |                                                                | Ashton, Gladman, Petit, Alexandersen, Fraser, Lawler, Kavelaars                                                                             |
| f: 15 sierpnia 2023 p: 11 marca 2025                                | S/2023 S 6  |                         |                |                                                                | Ashton, Gladman, Petit, Alexandersen, Fraser, Lawler, Kavelaars                                                                             |
| f: 15 sierpnia 2023 p: 11 marca 2025                                | S/2023 S 7  |                         |                |                                                                | Ashton, Gladman, Petit, Alexandersen, Fraser, Lawler, Kavelaars                                                                             |
| f: 15 sierpnia 2023 p: 11 marca 2025                                | S/2023 S 8  |                         |                |                                                                | Ashton, Gladman, Petit, Alexandersen, Fraser, Lawler, Kavelaars                                                                             |
| f: 16 sierpnia 2023 p: 11 marca 2025                                | S/2023 S 9  |                         |                |                                                                | Ashton, Gladman, Petit, Alexandersen, Fraser, Lawler, Kavelaars                                                                             |
| f: 15 września 2023 p: 11 marca 2025                                | S/2023 S 10 |                         |                |                                                                | Ashton, Gladman, Petit, Alexandersen, Fraser, Lawler, Kavelaars                                                                             |
| f: 16 sierpnia 2023 p: 11 marca 2025                                | S/2023 S 13 |                         |                |                                                                | Ashton, Gladman, Petit, Alexandersen, Fraser, Lawler, Kavelaars                                                                             |
| f: 15 sierpnia 2023 p: 11 marca 2025                                | S/2023 S 16 |                         |                |                                                                | Ashton, Gladman, Petit, Alexandersen, Fraser, Lawler, Kavelaars                                                                             |
| f: 15 sierpnia 2023 p: 11 marca 2025                                | S/2023 S 17 |                         |                |                                                                | Ashton, Gladman, Petit, Alexandersen, Fraser, Lawler, Kavelaars                                                                             |
| f: 15 sierpnia 2023 p: 11 marca 2025                                | S/2023 S 18 |                         |                |                                                                | Ashton, Gladman, Petit, Alexandersen, Fraser, Lawler, Kavelaars                                                                             |
| f: 15 sierpnia 2023 p: 11 marca 2025                                | S/2023 S 19 |                         |                |                                                                | Ashton, Gladman, Petit, Alexandersen, Fraser, Lawler, Kavelaars                                                                             |
| f: 15 sierpnia 2023 p: 11 marca 2025                                | S/2023 S 20 |                         |                |                                                                | Ashton, Gladman, Petit, Alexandersen, Fraser, Lawler, Kavelaars                                                                             |
| f: 15 sierpnia 2023 p: 11 marca 2025                                | S/2023 S 21 |                         |                |                                                                | Ashton, Gladman, Petit, Alexandersen, Fraser, Lawler, Kavelaars                                                                             |
| f: 16 sierpnia 2023 p: 11 marca 2025                                | S/2023 S 22 |                         |                |                                                                | Ashton, Gladman, Petit, Alexandersen, Fraser, Lawler, Kavelaars                                                                             |
| f: 16 sierpnia 2023 p: 11 marca 2025                                | S/2023 S 23 |                         |                |                                                                | Ashton, Gladman, Petit, Alexandersen, Fraser, Lawler, Kavelaars                                                                             |
| f: 15 sierpnia 2023 p: 11 marca 2025                                | S/2023 S 24 |                         |                |                                                                | Ashton, Gladman, Petit, Alexandersen, Fraser, Lawler, Kavelaars                                                                             |
| f: 15 sierpnia 2023 p: 11 marca 2025                                | S/2023 S 25 |                         |                |                                                                | Ashton, Gladman, Petit, Alexandersen, Fraser, Lawler, Kavelaars                                                                             |
| f: 16 sierpnia 2023 p: 11 marca 2025                                | S/2023 S 27 |                         |                |                                                                | Ashton, Gladman, Petit, Alexandersen, Fraser, Lawler, Kavelaars                                                                             |
| f: 16 sierpnia 2023 p: 11 marca 2025                                | S/2023 S 29 |                         |                |                                                                | Ashton, Gladman, Petit, Alexandersen, Fraser, Lawler, Kavelaars                                                                             |
| f: 15 sierpnia 2023 p: 11 marca 2025                                | S/2023 S 30 |                         |                |                                                                | Ashton, Gladman, Petit, Alexandersen, Fraser, Lawler, Kavelaars                                                                             |
| f: 16 sierpnia 2023 p: 11 marca 2025                                | S/2023 S 32 |                         |                |                                                                | Ashton, Gladman, Petit, Alexandersen, Fraser, Lawler, Kavelaars                                                                             |
| f: 18 września 2023 p: 11 marca 2025                                | S/2023 S 33 |                         |                |                                                                | Ashton, Gladman, Petit, Alexandersen, Fraser, Lawler, Kavelaars                                                                             |
| f: 15 sierpnia 2023 p: 11 marca 2025                                | S/2023 S 34 |                         |                |                                                                | Ashton, Gladman, Petit, Alexandersen, Fraser, Lawler, Kavelaars                                                                             |
| f: 15 września 2023 p: 11 marca 2025                                | S/2023 S 42 |                         |                |                                                                | Ashton, Gladman, Petit, Alexandersen, Fraser, Lawler, Kavelaars                                                                             |
| f: 16 sierpnia 2023 p: 11 marca 2025                                | S/2023 S 43 |                         |                |                                                                | Ashton, Gladman, Petit, Alexandersen, Fraser, Lawler, Kavelaars                                                                             |
| f: 15 sierpnia 2023 p: 11 marca 2025                                | S/2023 S 45 |                         |                |                                                                | Ashton, Gladman, Petit, Alexandersen, Fraser, Lawler, Kavelaars                                                                             |
| f: 16 sierpnia 2023 p: 11 marca 2025                                | S/2023 S 46 |                         |                |                                                                | Ashton, Gladman, Petit, Alexandersen, Fraser, Lawler, Kavelaars                                                                             |
| f: 15 sierpnia 2023 p: 11 marca 2025                                | S/2023 S 47 |                         |                |                                                                | Ashton, Gladman, Petit, Alexandersen, Fraser, Lawler, Kavelaars                                                                             |
| f: 15 sierpnia 2023 p: 11 marca 2025                                | S/2023 S 49 |                         |                |                                                                | Ashton, Gladman, Petit, Alexandersen, Fraser, Lawler, Kavelaars                                                                             |
| f: 15 sierpnia 2023 p: 11 marca 2025                                | S/2023 S 50 |                         |                |                                                                | Ashton, Gladman, Petit, Alexandersen, Fraser, Lawler, Kavelaars                                                                             |
| f: 3 lipca 2019 p: 11 marca 2025                                    |             | S/2019 S 28             |                |                                                                | Ashton, Gladman, Petit, Alexandersen |
| f: 3 lipca 2019 p: 11 marca 2025                                    | S/2019 S 30 |                         |                |                                                                | Ashton, Gladman, Petit, Alexandersen |
| f: 1 lipca 2019 p: 11 marca 2025                                    | S/2019 S 36 |                         |                |                                                                | Ashton, Gladman, Petit, Alexandersen |
| f: 3 lipca 2019 p: 11 marca 2025                                    | S/2019 S 38 |                         |                |                                                                | Ashton, Gladman, Petit, Alexandersen |
| f: 3 lipca 2019 p: 11 marca 2025                                    | S/2019 S 39 |                         |                |                                                                | Ashton, Gladman, Petit, Alexandersen |
| f: 27 czerwca 2020 p: 11 marca 2025                                 | S/2020 S 14 |                         |                |                                                                | Ashton, Gladman, Petit, Alexandersen |
| f: 24 czerwca 2020 p: 11 marca 2025                                 | S/2020 S 15 |                         |                |                                                                | Ashton, Gladman, Petit, Alexandersen |
| f: 24 czerwca 2020 p: 11 marca 2025                                 | S/2020 S 18 |                         |                |                                                                | Ashton, Gladman, Petit, Alexandersen |
| f: 27 czerwca 2020 p: 11 marca 2025                                 | S/2020 S 21 |                         |                |                                                                | Ashton, Gladman, Petit, Alexandersen |
| f: 29 czerwca 2020 p: 11 marca 2025                                 | S/2020 S 25 |                         |                |                                                                | Ashton, Gladman, Petit, Alexandersen |
| f: 29 czerwca 2020 p: 11 marca 2025                                 | S/2020 S 28 |                         |                |                                                                | Ashton, Gladman, Petit, Alexandersen |
| f: 27 czerwca 2020 p: 11 marca 2025                                 | S/2020 S 29 |                         |                |                                                                | Ashton, Gladman, Petit, Alexandersen |
| f: 24 czerwca 2020 p: 11 marca 2025                                 | S/2020 S 32 |                         |                |                                                                | Ashton, Gladman, Petit, Alexandersen |
| f: 24 czerwca 2020 p: 11 marca 2025                                 | S/2020 S 35 |                         |                |                                                                | Ashton, Gladman, Petit, Alexandersen |
| f: 29 czerwca 2020 p: 11 marca 2025                                 | S/2020 S 36 |                         |                |                                                                | Ashton, Gladman, Petit, Alexandersen |
| f: 20 lipca 2020 p: 11 marca 2025                                   | S/2020 S 37 |                         |                |                                                                | Ashton, Gladman, Petit, Alexandersen |
| f: 24 czerwca 2020 p: 11 marca 2025                                 | S/2020 S 40 |                         |                |                                                                | Ashton, Gladman, Petit, Alexandersen |
| f: 15 sierpnia 2023 p: 11 marca 2025                                | S/2023 S 4  |                         |                |                                                                | Ashton, Gladman, Petit, Alexandersen |
| f: 15 sierpnia 2023 p: 11 marca 2025                                | S/2023 S 11 |                         |                |                                                                | Ashton, Gladman, Petit, Alexandersen |
| f: 15 sierpnia 2023 p: 11 marca 2025                                | S/2023 S 12 |                         |                |                                                                | Ashton, Gladman, Petit, Alexandersen |
| f: 16 sierpnia 2023 p: 11 marca 2025                                | S/2023 S 14 |                         |                |                                                                | Ashton, Gladman, Petit, Alexandersen |
| f: 15 sierpnia 2023 p: 11 marca 2025                                | S/2023 S 15 |                         |                |                                                                | Ashton, Gladman, Petit, Alexandersen |
| f: 15 sierpnia 2023 p: 11 marca 2025                                | S/2023 S 26 |                         |                |                                                                | Ashton, Gladman, Petit, Alexandersen |
| f: 15 sierpnia 2023 p: 11 marca 2025                                | S/2023 S 28 |                         |                |                                                                | Ashton, Gladman, Petit, Alexandersen |
| f: 15 sierpnia 2023 p: 11 marca 2025                                | S/2023 S 31 |                         |                |                                                                | Ashton, Gladman, Petit, Alexandersen |
| f: 16 sierpnia 2023 p: 11 marca 2025                                | S/2023 S 35 |                         |                |                                                                | Ashton, Gladman, Petit, Alexandersen |
| f: 15 sierpnia 2023 p: 11 marca 2025                                | S/2023 S 36 |                         |                |                                                                | Ashton, Gladman, Petit, Alexandersen |
| f: 15 sierpnia 2023 p: 11 marca 2025                                | S/2023 S 37 |                         |                |                                                                | Ashton, Gladman, Petit, Alexandersen |
| f: 15 sierpnia 2023 p: 11 marca 2025                                | S/2023 S 38 |                         |                |                                                                | Ashton, Gladman, Petit, Alexandersen |
| f: 15 sierpnia 2023 p: 11 marca 2025                                | S/2023 S 39 |                         |                |                                                                | Ashton, Gladman, Petit, Alexandersen |
| f: 16 sierpnia 2023 p: 11 marca 2025                                | S/2023 S 40 |                         |                |                                                                | Ashton, Gladman, Petit, Alexandersen |
| f: 15 sierpnia 2023 p: 11 marca 2025                                | S/2023 S 41 |                         |                |                                                                | Ashton, Gladman, Petit, Alexandersen |
| f: 15 sierpnia 2023 p: 11 marca 2025                                | S/2023 S 44 |                         |                |                                                                | Ashton, Gladman, Petit, Alexandersen |
| f: 15 sierpnia 2023 p: 11 marca 2025                                | S/2023 S 48 |                         |                |                                                                | Ashton, Gladman, Petit, Alexandersen |
| f: 12 grudnia 2004 p: 11 marca 2025                                 |             | S/2004 S 54             |                |                                                                | Sheppard, Jewitt, Ashton, Gladman, Petit, Alexandersen, Kleyna                                                                              |
| f: 12 grudnia 2004 p: 11 marca 2025                                 | S/2004 S 55 |                         |                |                                                                | Sheppard, Jewitt, Ashton, Gladman, Petit, Alexandersen, Kleyna                                                                              |
| f: 12 grudnia 2004 p: 11 marca 2025                                 | S/2004 S 56 |                         |                |                                                                | Sheppard, Jewitt, Ashton, Gladman, Petit, Alexandersen, Kleyna                                                                              |
| f: 12 grudnia 2004 p: 11 marca 2025                                 | S/2004 S 57 |                         |                |                                                                | Sheppard, Jewitt, Ashton, Gladman, Petit, Alexandersen, Kleyna                                                                              |
| f: 12 grudnia 2004 p: 11 marca 2025                                 | S/2004 S 58 |                         |                |                                                                | Sheppard, Jewitt, Ashton, Gladman, Petit, Alexandersen, Kleyna                                                                              |
| f: 12 grudnia 2004 p: 11 marca 2025                                 | S/2004 S 59 |                         |                |                                                                | Sheppard, Jewitt, Ashton, Gladman, Petit, Alexandersen, Kleyna                                                                              |
| f: 12 grudnia 2004 p: 11 marca 2025                                 | S/2004 S 60 |                         |                |                                                                | Sheppard, Jewitt, Ashton, Gladman, Petit, Alexandersen, Kleyna                                                                              |
| f: 12 grudnia 2004 p: 11 marca 2025                                 | S/2004 S 61 |                         |                |                                                                | Sheppard, Jewitt, Ashton, Gladman, Petit, Alexandersen, Kleyna                                                                              |
| f: 5 stycznia 2005 p: 11 marca 2025                                 | S/2005 S 6  |                         |                |                                                                | Sheppard, Jewitt, Ashton, Gladman, Petit, Alexandersen, Kleyna                                                                              |
| f: 5 stycznia 2005 p: 11 marca 2025                                 | S/2005 S 7  |                         |                |                                                                | Sheppard, Jewitt, Ashton, Gladman, Petit, Alexandersen, Kleyna                                                                              |
| f: 5 stycznia 2006 p: 11 marca 2025                                 | S/2006 S 21 |                         |                |                                                                | Sheppard, Jewitt, Ashton, Gladman, Petit, Alexandersen, Kleyna                                                                              |
| f: 5 stycznia 2006 p: 11 marca 2025                                 | S/2006 S 22 |                         |                |                                                                | Sheppard, Jewitt, Ashton, Gladman, Petit, Alexandersen, Kleyna                                                                              |
| f: 1 lutego 2006 p: 11 marca 2025                                   | S/2006 S 23 |                         |                |                                                                | Sheppard, Jewitt, Ashton, Gladman, Petit, Alexandersen, Kleyna                                                                              |
| f: 1 lutego 2006 p: 11 marca 2025                                   | S/2006 S 24 |                         |                |                                                                | Sheppard, Jewitt, Ashton, Gladman, Petit, Alexandersen, Kleyna                                                                              |
| f: 5 stycznia 2006 p: 11 marca 2025                                 | S/2006 S 25 |                         |                |                                                                | Sheppard, Jewitt, Ashton, Gladman, Petit, Alexandersen, Kleyna                                                                              |
| f: 5 stycznia 2006 p: 11 marca 2025                                 | S/2006 S 26 |                         |                |                                                                | Sheppard, Jewitt, Ashton, Gladman, Petit, Alexandersen, Kleyna                                                                              |
| f: 5 stycznia 2006 p: 11 marca 2025                                 | S/2006 S 27 |                         |                |                                                                | Sheppard, Jewitt, Ashton, Gladman, Petit, Alexandersen, Kleyna                                                                              |
| f: 5 stycznia 2006 p: 11 marca 2025                                 | S/2006 S 28 |                         |                |                                                                | Sheppard, Jewitt, Ashton, Gladman, Petit, Alexandersen, Kleyna                                                                              |
| f: 1 lutego 2006 p: 11 marca 2025                                   | S/2006 S 29 |                         |                |                                                                | Sheppard, Jewitt, Ashton, Gladman, Petit, Alexandersen, Kleyna                                                                              |
| f: 18 stycznia 2007 p: 11 marca 2025                                | S/2007 S 10 |                         |                |                                                                | Sheppard, Jewitt, Ashton, Gladman, Petit, Alexandersen, Kleyna                                                                              |
| f: 18 stycznia 2007 p: 11 marca 2025                                | S/2007 S 11 |                         |                |                                                                | Sheppard, Jewitt, Ashton, Gladman, Petit, Alexandersen, Kleyna                                                                              |
| f: 3 lipca 2019 p: 11 marca 2025                                    | S/2019 S 24 |                         |                |                                                                | Sheppard, Jewitt, Ashton, Gladman, Petit, Alexandersen, Kleyna                                                                              |
| f: 3 lipca 2019 p: 11 marca 2025                                    | S/2019 S 25 |                         |                |                                                                | Sheppard, Jewitt, Ashton, Gladman, Petit, Alexandersen, Kleyna                                                                              |
| f: 3 lipca 2019 p: 11 marca 2025                                    | S/2019 S 27 |                         |                |                                                                | Sheppard, Jewitt, Ashton, Gladman, Petit, Alexandersen, Kleyna                                                                              |
| f: 3 lipca 2019 p: 11 marca 2025                                    | S/2019 S 29 |                         |                |                                                                | Sheppard, Jewitt, Ashton, Gladman, Petit, Alexandersen, Kleyna                                                                              |
| f: 1 lipca 2019 p: 11 marca 2025                                    | S/2019 S 31 |                         |                |                                                                | Sheppard, Jewitt, Ashton, Gladman, Petit, Alexandersen, Kleyna                                                                              |
| f: 2 lipca 2019 p: 11 marca 2025                                    | S/2019 S 33 |                         |                |                                                                | Sheppard, Jewitt, Ashton, Gladman, Petit, Alexandersen, Kleyna                                                                              |
| f: 3 lipca 2019 p: 11 marca 2025                                    | S/2019 S 34 |                         |                |                                                                | Sheppard, Jewitt, Ashton, Gladman, Petit, Alexandersen, Kleyna                                                                              |
| f: 3 lipca 2019 p: 11 marca 2025                                    | S/2019 S 40 |                         |                |                                                                | Sheppard, Jewitt, Ashton, Gladman, Petit, Alexandersen, Kleyna                                                                              |
| f: 3 lipca 2019 p: 11 marca 2025                                    | S/2019 S 42 |                         |                |                                                                | Sheppard, Jewitt, Ashton, Gladman, Petit, Alexandersen, Kleyna                                                                              |
| f: 3 lipca 2019 p: 11 marca 2025                                    | S/2019 S 43 |                         |                |                                                                | Sheppard, Jewitt, Ashton, Gladman, Petit, Alexandersen, Kleyna                                                                              |
| f: 27 czerwca 2020 p: 11 marca 2025                                 | S/2020 S 26 |                         |                |                                                                | Sheppard, Jewitt, Ashton, Gladman, Petit, Alexandersen, Kleyna                                                                              |
| f: 27 czerwca 2020 p: 11 marca 2025                                 | S/2020 S 27 |                         |                |                                                                | Sheppard, Jewitt, Ashton, Gladman, Petit, Alexandersen, Kleyna                                                                              |
| data odkrycia                                                       | nazwa       | tymcz. oznaczenie       | zdjęcie        | inna nazwa                                                     | odkrywcy |